# Jamajka na Letních olympijských hrách 2008
Jamajka se účastnila Letní olympiády 2008. Zastupovalo ji 50 sportovců (23 mužů a 27 žen) v 4 sportech.

## Medailisté
| Medaile | Jméno | Sport    | Soutěž                 |
| ------- | --- | -------- | ---------------------- |
| Zlato   | Usain Bolt | Atletika | Muži 100 metrů         |
| Zlato   | Usain Bolt | Atletika | Muži 200 metrů         |
| Zlato   | Shelly-Ann Fraserová                                                                                          | Atletika | Ženy 100 m             |
| Zlato   | Melaine Walkerová                                                                                             | Atletika | Ženy 100 m             |
| Zlato   | Veronica Campbellová                                                                                          | Atletika | Ženy 100 m             |
| Zlato   | Nesta Carter Michael Frater Usain Bolt Asafa Powell Dwight Thomas (v rozběhu)                                 | Atletika | Muži štafeta 4 × 100 m |
| Stříbro | Kerron Stewartová                                                                                             | Atletika | Ženy 100 m             |
| Stříbro | Shericka Williamsová                                                                                          | Atletika | Ženy 400 m             |
| Stříbro | Sherone Simpsonová                                                                                            | Atletika | Ženy 100 m             |
| Bronz   | Kerron Stewartová                                                                                             | Atletika | Ženy 200 m             |
| Bronz   | Shericka Williamsová Shereefa Lloydová Rosemarie Whyteová Novelene Williamsová Bobby-Gaye Wilkins (v rozběhu) | Atletika | Ženy štafeta 4 × 400 m |